# Жемганг-дзонг
Жемганг-дзонг — фортеця (дзонг) в південній частині Бутану, неподалік від якої утворилося місто Жемганг.

## Історія
Відповідно за усною традицією засновником вважається лама Чжанг Дордже Дракпа, один з провідних представників школи тибетського буддизму Друкпа Каг'ю. Він у 1150-х роках подорожував землями Бутану, де поширював буддизм серед народу кхенг. Напочатку 1160-х років мешкав на території, де в подальшому виник дзонг Жемганг. Тут лама спочатку заснував монастир, який згодом перетворився на дзонг. З огляду на переважне проживання кхенгів дзонг спочатку звався Кхенріг Намсум, тобто «Три частини кхенгу» (з мови кхенг).
За часів Шабдрунг Нгванг Намґ'яла тут керував його родич, який відродив монастир. Після розпаду Бутану 1651 року ця територія стає об'єктом боротьби різних вождів. Найпотужнішим був Н'якхара Дунга. У 1-й половині 1650-х років Тонгсаб Чог'ял Мінчджур, пенлоп Тронгса, за наказом володаря Шабдрунг Нгаван Намг'яла переміг Н'якхара Дунга, та об'єднав центральні долини. 1655 року пенлоп звів на місті монастиря потужний дзонг. Будівлі тоді мали 1 поверх. Втім основу становили потужні фортечні стіни. Було перейменовано на Жемганг («Надзвичайно високий» або «Незмінний курган»). Тривалий час оборонною одиницею слугував від вторгнення зовнішніх ворогів та захист в період внутрішній потрясінь.
1934 року відбулася реконструкція дзонгу. 1963 року після великої пожежі за наказом короля Джігме Дорджі Вангчук його було відновлено. Тоді ж його перейменовано на Декхен Янгце (або Друк Декхен Янгце-дзонг). З 1966 року з 13 до 16 березні (7-11 дні 2 місяця бутанського календаря) в дзонгі Жемганг відбуваються фестивалі-цечу. 1968 року утворилася чернеча громада з 16 осіб. Першим головою громади був лама Німа. Натепер є 9 відділень, де є монастирська школа, храми і монастирі. Загалом громада становить 200 ченців, проте в монастирі мешкає постійно 122 особи. 1995 року на верхівці дзонгу було встановлено сертог (золоту верхівку).

## Опис
Розташований на вершині хребта трикутної форми, який різко піднімається від річки Мангде, обличчям до гевогу Тронг і міста Жемганг. Вдень з входу дзонга відкривається вид на Джово Дуршинг (один з хребтів Чорних гір).
Натепер він перебуває у занедбаному стані, тому нова реконструкція дзонга внесена до 12 П'ятирічного плану. Вся дзонгова територія складається з трьох основних споруд: дзонгу, будівлі резиденції чернечої громади та триповерхової адміністративної будівлі. Дзонг має широкий внутрішній дворик, який, за оцінками, може вмістити близько тисячі людей. Адміністративна будівля — це традиційне триповерховий корпус середнього розміру, при будівництві якого використано каміння, ліс та землю. На верхньому поверсі розташовані дві кімнати з їхніми відповідними храмами і храм захисних божеств (генкхангс). Поруч з монастирем розташовано цечу-лхаканг (ритуальний храм).
Ліва стіна монастиря прикрашена настінними розписами Гондху-Іхатцонг (з циклу Гундю Херуки). На правій стіні — зображення Гуру Ценгай (8-е прояв Падмасамбхави), а також Рігсум Гоенпо (три статуї — Манджушрі, Ваджрапані та Авалокітешвара). На дерев'яних балках правої частини розташовано тексти канждур 9перша частина тибетського буддистського канону).